# Galianoella
Galianoella leucostigma es una especie de araña araneomorfa de la familia Gallieniellidae. Es la única especie del género monotípico Galianoella.  

## Distribución
Es originaria de Argentina, donde se encuentra en las provincias de Salta y Tucumán.